# Gyrodactylus avalonia
Gyrodactylus avalonia är en plattmaskart. Gyrodactylus avalonia ingår i släktet Gyrodactylus och familjen Gyrodactylidae. Inga underarter finns listade i Catalogue of Life.